# Heideorchis
De heideorchis (Dactylorhiza maculata subsp. ericetorum, synoniem: Dactylorhiza ericetorum) is een Europese orchidee.
Het is een ondersoort van de gevlekte orchis (Dactylorhiza maculata), door sommige auteurs echter ook opgevat als een aparte soort (D. ericetorum) die vooral voorkomt in vochtige heideterreinen, maar waarvan de verspreiding nog onvoldoende bekend is, onder andere door verwarring met de algemenere nominaatvorm van de gevlekte orchis (D. maculata subsp. maculata).

## Etymologie en naamgeving
- basioniem: Orchis maculata subsp. ericetorum E.F.Linton (1900)
  - Dactylorhiza ericetorum (E.F.Linton) Aver. (1982)

De soortaanduiding ericetorum is ontleend aan het Latijnse "erice" (boomheide), en verwijst naar de voorkeursbiotoop van dit taxon.

## Kenmerken

### Plant
De heideorchis is een overblijvende plant die overwintert door middel van wortelknollen (geofyt). Het is een kleine (maximaal 35 cm), slanke plant met een dunne, gevulde bloemstengel, 3 tot 6 bladeren gegroepeerd onderaan de stengel, en een korte maar dichtbloemige, kegelvormige tot cilindrische bloeiaar met ten hoogste een dertigtal bleekroze bloemen, die ver boven de bladeren uitsteekt.

### Bladeren
De bladeren zijn lijnlancetvormig tot lijnvormig, tot 15 cm lang en 2 cm breed, bijna over de hele lengte even breed, meestal gekield en met een kapvormige punt. De onderste bladeren staan gespreid en zijn naar beneden gebogen, de hogere half opgericht, tot halverwege de stengel reikend. Ze zijn meestal gevlekt, maar ook ongevlekte en vaag gevlekte planten komen voor. Hoger langs de stengel komen nog enkele schutbladachtige bladeren voor. De echte schutbladeren, die de bloemen ondersteunen, zijn kort.

### Bloemen
De bloemen zijn bleekroze gekleurd en vrij groot. De zijdelingse bloemdekbladen van de buitenste krans zijn afstaand, de toppen naar voor gebogen en aan de binnenzijde donkerder gevlekt. Het bovenste blad van de buitenkrans vormt samen met de bovenste bloemdekbladen van de binnenkrans een helmpje.
De lip is duidelijk drielobbig maar slechts weinig gedeeld, iets breder dan lang, bijna vlak of licht gebold. De middenlob is korter dan de grotere zijlobben. De randen zijn vaak golvend of gekarteld. Het honingmerk (de tekening op de lip) bestaat uit donkerder roze tot lila stipjes en lijntjes, met middenin enkele volledige lussen. De spoor is dun en veel korter dan het vruchtbeginsel.
De bloeitijd is van begin juni tot midden juli, veel later dan de gevlekte orchis.

### Variabiliteit
De variabiliteit binnen deze soort is vrij beperkt.

## Habitat
De heideorchis komt voor op voedselarme, zeer zure, droge tot vochtige bodems in volle zon. Het is een typische soort van hoogveen, moerasheide, natte en droge heide, vaak samen met dophei.

## Verspreiding en voorkomen
De heideorchis is een plant van de Atlantische provincie van Europa, die vermoedelijk voorkomt van Scandinavië over de Britse Eilanden (waar zij de dominante ondersoort van D. maculata is), Duitsland, Frankrijk, Spanje en het noorden van Portugal.
Het voorkomen van deze ondersoort is echter onduidelijk, onder meer wegens de verwarring met de typische ondersoort van de gevlekte orchis (D. maculata subsp. maculata).

## Taxonomie, verwante en gelijkende soorten
De heideorchis behoort tot het geslacht van de handekenskruiden (Dactylorhiza), waarvan een tiental sterk gelijkende soorten in België en Nederland voorkomt.
Afhankelijk van de auteur wordt ze als een aparte soort binnen dat geslacht (D. ericetorum), of als een ondersoort van de gevlekte orchis (Dactylorhiza maculata) opgevat, naast onder meer de nominaat (D. maculata subsp. maculata) en de tengere heideorchis (D. maculata subsp. elodes).
Onderscheidende kenmerken met de heideorchis zijn de lip met de grotere zijlobben, de latere bloeitijd, het ijlere voorkomen en de karakteristieke stand van de bladeren onderaan de stengel.
De tengere heideorchis heeft daarentegen nog minder en smallere bladeren en een duidelijker tekening op de lip.

## Bedreiging en bescherming
De heideorchis wordt net als de meeste andere Dactylorhiza bedreigd door het verdwijnen van zijn voorkeurshabitat door drooglegging, ingebruikname door de landbouw of bosbouw, en vermesting van vochtige biotopen.
In België staat de gevlekte orchis op de Vlaamse Rode Lijst van planten en op de Lijst van wettelijk beschermde planten in België, in Nederland op de Nederlandse Rode Lijst van planten.
D. alpestris · 
D. aristata · 
D. atlantica · 
D. baumanniana · 
D. cordigera · 
D. cyrnea · 
D. czerniakowskae · 
D. durandii · 
D. elata (Grote rietorchis) · 
D. euxina · 
D. foliosa · 
D. francis-drucei · 
D. fuchsii (Bosorchis) · 
D. graggeriana · 
D. hatagirea · 
D. iberica · 
D. incarnata (Vleeskleurige orchis) · 
D. insularis · 
D. isculana · 
D. kafiriana · 
D. kerryensis · 
D. kulikalonica · 
D. lapponica · 
D. maculata (Gevlekte orchis) · 
D. maculata subsp. elodes (Tengere heideorchis) · 
D. maculata subsp. ericetorum (Heideorchis) · 
D. maculata subsp. savogiensis · 
D. magna · 
D. majalis (Brede orchis) · 
D. osmanica · 
D. phoenissa · 
D. praetermissa (Rietorchis) · 
D. praetermissa var. junialis (Gevlekte rietorchis) · 
D. purpurella (Purperrode orchis) · 
D. romana · 
D. russowii · 
D. saccifera · 
D. salina · 
D. sambucina (Vlierorchis) · 
D. sibirica · 
D. sphagnicola (Veenorchis) · 
D. sudetica · 
D. traunsteineri (Smalle orchis) · 
D. traunsteinerioides · 
D. umbrosa · 
D. urvilleana · 
D. viridis (Groene nachtorchis)